# Schlossmuseum
Als Schlossmuseum wird ein überwiegend museal genutztes Schloss bezeichnet.

## Liste von Schlossmuseen (Auswahl)

### Deutschland
- Graf-Luxburg-Museum im Großen Schloss Aschach
- Schlossmuseum Aschaffenburg
- Schlossmuseum Berlin (1921–1945), siehe Kunstgewerbemuseum Berlin
- Schlossmuseum Braunschweig
- Schloss Ehrenburg in Coburg
- Schlossmuseum Darmstadt
- Schloss Fasanerie in Eichenzell
- Schlossmuseum Ellwangen
- Schlossmuseum Iburg
- Schlossmuseum Ismaning
- Schlossmuseum Jever
- Burg- und Schlossmuseum Jägersburg
- Schlossmuseum Langenburg
- Schloßmuseum Murnau
- Schlossmuseum Pillnitz
- Schlossmuseum Quedlinburg
- Schloss Rosenau in Unterwohlsbach

### Österreich
- Schlossmuseum Linz
- Mühlviertler Schlossmuseum, Freistadt

## Schweiz
- Napoleonmuseum (Arenenberg)
- Schloss Chillon
- Schloss Greyerz
- Schloss Oberhofen
- Schlossmuseum Spiez